# Stephen Poletti
Pour les articles homonymes, voir Poletti.
Stephen Poletti est un acteur américain né le 14 juin 1949 à Stockton, Californie (États-Unis).

## Filmographie
- 1992 : When No One Would Listen (TV) : Boyfriend
- 1963 : Hôpital central ("General Hospital") (série TV) : Mr. Williams (1993)
- 1994 : Out of Darkness (TV) : Dr. Whitman
- 1994 : A Perry Mason Mystery: The Case of the Grimacing Governor (TV) : Reporter #3
- 1995 : Tainted Love (TV) : Attorney
- 1996 : Body of Influence 2 : Lt. Murphy
- 1998 : Le Ciel est en feu (The Sky's on Fire) (TV) : Secretary of Defense
- 1998 : Circles : The Boss
- 2000 : Blowback : juge Paul Gant